# Jevargi Taluk
Jevargi Taluk är ett underdistrikt i Indien.   Det ligger i delstaten Karnataka, i den södra delen av landet, 1 300 km söder om huvudstaden New Delhi.